# Lärargalan
Svenska Lärargalan, Lärargalan, är sedan år 2016 en årlig galakväll som delar ut priser till framstående lärare genom nomineringar från elever.  Elever från Sveriges mellanstadie-, högstadie- och gymnasieskolor får nominera till Lärargalans priser. Inför galan 2018 deltog 30 000 elever från samtliga kommuner med nomineringar. 
Utöver den årliga galan är Lärargalan en stiftelse som driver aktiviteter över hela året.
Lärargalan är instiftad av Beata Kull. Den tidigare eleven vill hjälpa till att belysa vikten av yrket och bidra till att höja statusen på läraryrket i samhället. Lärargalan och Beata Kull listades bland Årets Uppstickare 2017 av Shortcut. 